# Xinglong Station

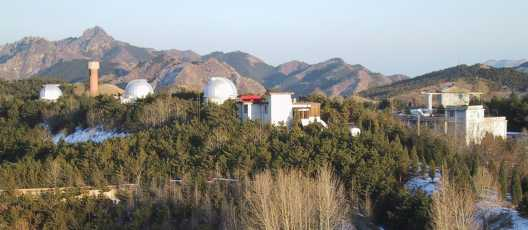
Die Gebäude des Observatoriums im November 2001, gesehen vom Standort des 2,16-m-Teleskops

Xinglong Station (chinesisch 興隆觀測站 / 兴隆观测站, Pinyin Xīnglóng Guāncèzhàn) ist ein chinesisches Observatorium (IAU-Code 327), das in dem Verwaltungsgebiet Chengde, 4 km östlich der Stadt Nanshuangdong und südlich des Gipfels des Berges Yan Shan in 960 m Höhe liegt. 1968 in Betrieb genommen, war es zunächst eine „Beobachtungsbasis“ (观测基地, Pinyin Guāncè Jīdì) des Astronomischen Observatoriums Peking und ist seit 2001 direkt den Nationalen Astronomischen Observatorien der Chinesischen Akademie der Wissenschaften unterstellt.

## Teleskope

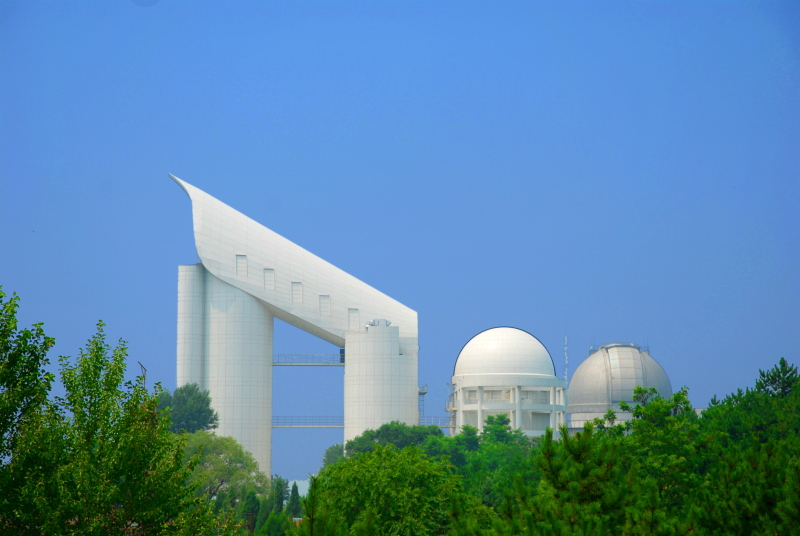
LAMOST (Gebäude und Kuppel in der Bildmitte) und Kuppel des 2.16m-Spiegelteleskops (rechts)

Hauptinstrument des Observatoriums ist das Large Sky Area Multi-Object Fibre Spectroscopic Telescope (LAMOST) (übersetzt etwa Weitwinkel-Mehrobjekt-Lichtwellenleiter-Spektroskopieteleskop). Dieses für die Spektroskopie optimierte Spiegelteleskop ist das größte chinesische optische Teleskop. Seine Kosten beliefen sich auf 30 Millionen US-Dollar. Es wurde im Juni 2007 in Betrieb genommen.
Daneben verfügt das Observatorium über eine Reihe kleinere Teleskope. Sortiert nach deren Apertur sind das:
- 2,16-m-Ritchey-Chrétien-Spiegelteleskop[2]
- 1,26-m-Infrarot-Teleskop[3]
- 1-m-Spiegelteleskop[4][5]
- 85-cm-Spiegelteleskop[6]
- 80-cm-Spiegelteleskop[7]
- 60/90-cm-Schmidt-Teleskop[8]
- 60-cm-Spiegelteleskop[9]
- 50-cm-Spiegelteleskop[10]

Mit ihrem 1-m-Teleskop ist die Beobachtungsstation Xinglong seit 2016 an quantenphysikalischen Experimenten mit dem Satelliten Micius beteiligt.
Bereits 2017 wurde für die verschlüsselte Kommunikation zwischen China und Österreich eine 280 km lange quantengeeignete Glasfaserleitung von Xinglong nach Peking verlegt.
Seit 2020 ist Xinglong über die chinesische Quanten-Hauptleitung mit örtlichen Netzwerken nicht nur in Peking, sondern auch in Jinan, Hefei und Shanghai verbunden.